# نراد گواتمالایی
نراد گواتمالایی (نام علمی: Abies guatemalensis) نام یک گونه از سرده نراد است.